# Мястечко Шльонске
Мястѐчко Шльо̀нске (на полски: Miasteczko Śląskie; на немски: Georgenberg) е град в Южна Полша, Силезко войводство, Тарногорски окръг. Административно е обособен като самостоятелна градска община с площ 67,83 км2.

## Население
Според данни от полската Централна статистическа служба, към 1 януари 2014 г. населението на града възлиза на 7 463 души. Гъстотата е 110 души/км2.